# Краліцький Снєжник
Краліцький Снєжник ((чеськ. Králický Sněžník, пол. Śnieżnik) (Кралицький Сніжник)) — найвища вершина одноіменного масиву в Чехії, з висотою 1 423 м. Розташована на кордоні з Польщею, неподалік міста Краліки. Є також найвищою вершиною Пардубицького краю. Назва гори пов'язана з тим, що сніговий покрив на вершині тримається до 8 місяців на рік.
Для вершини характерна безліса екосистема на кшталт полонин, з типовою субальпійською рослинністю. Під вершиною на південному схилі гори бере витік одна з найбільших річок Чехії — Морава. На цій ділянці гори сходження лавин перешкоджає утворенню лісу, а безлісся поширюється вглиб ялинового поясу. Приблизно за двісті метрів нижче вершини знаходиться найпівнічніша точка історичного чесько-моравського кордону.

## Геологія
Гора Краліцький Снєжник утворює окремий геоморфологічний район у гірському хребті під назвою Горноморавська Горнатина. Кордон із сусідніми районами визначається прилеглими долинами та сідловинами. Гора складається з метаморфічних порід. Східна частина гори складається з місцевих різновидів гнейсів. Західна частина утворена метаморфічними слюдяними сланцями. Зустрічаються мармури, а також слюдяні сланці з гранатами, кварцові сланці, графітові сланці, амфіболіти, серпентини та еклогіти.

## Гідрологія
Гора Краліцький Снєжник лежить на європейському вододолі. Річка Морава разом з кількома притоками відносить води з південної частини гори в Чорне море.
Північна (польська) частина гори належить до басейну Балтійського моря, куди впадають Камєніца, Клешніца, Вільчка.

## Природна резервація
Вся чеська частина гори належить до природньої резервації Краліцький Снєжник (чеськ. NPR Kralický Sněžník),  яка була створена в 1990 році з площею 1694,67 га. З польської сторони створено природний заповідник Снєжник Клодзький (пол. Śnieżnik Kłodzki). Обидва заповідники входять до мережі охоронних територій Natura 2000.